# الکساندر شماروف
الکساندر شماروف (بلاروسی: Аляксандр Шамараў؛ زادهٔ ۹ آوریل ۱۹۷۵) کشتی‌گیر سابق اهل بلاروس در دستهٔ سنگین‌وزن کشتی آزاد است.